# José Pomar Llaró
José Pomar fue un platero y cincelador español del siglo XIX, nacido en Cataluña.

## Biografía
Entre sus obras debe mencionarse la medalla entregada en 1849 por la ciudad de Barcelona al general Sanz; las medallas que en 1860 dedicaron los catalanes al duque de Tetuán y al marqués de los Castillejos y un corazón para una imagen de la Virgen (1867), que se conserva en la iglesia de San Miguel de Barcelona.